# Jungfru Marie himmelsfärds kyrka i Siemiatycze
Jungfru Marie himmelsfärds kyrka i Siemiatycze (polska: Kościół Wniebowzięcia Najświętszej Maryi Panny w Siemiatyczach) är en romersk-katolsk kyrka tillhörande Drohiczyns stift i Siemiatycze i Polen.
Den första träkyrkan i Siemiatycze invigdes år 1456. Den nuvarande kyrkobyggnaden byggdes mellan 1626 och 1637 på beställning av Lew Sapieha och färdigställdes under uppsyn av sonen Kazimierz Leon Sapieha.
Kyrkobyggnaden är av tegel och invigd år 1638.